# Aequorea
Genre
Aequorea est un genre d'hydroméduses, de la famille des Aequoreidae. 

## Étymologie
Aequorea signifie marine, ou maritime en Latin.

## Liste des espèces
Selon World Register of Marine Species (20 août 2023) :
- Aequorea africana Millard, 1966
- Aequorea albida A. Agassiz, 1862
- Aequorea atrikeelis Lin, Xu, Huang & Wang, 2009
- Aequorea australis Uchida, 1947
- Aequorea coerulescens (Brandt, 1835)
- Aequorea conica Browne, 1905
- Aequorea cyanea de Blainville, 1834
- Aequorea floridana (Agassiz, 1862)
- Aequorea forskalea Péron & Lesueur, 1810
- Aequorea globosa Eschscholtz, 1829
- Aequorea gongqiuhongae Huang, Xu & Guao, 2021
- Aequorea krampi Bouillon, 1984
- Aequorea kurangai Gershwin, Zeidler & Davie, 2010
- Aequorea macrodactyla (Brandt, 1835)
- Aequorea minima Bouillon, 1985
- Aequorea nanhainensis Xu, Huang & Du, 2009
- Aequorea neocyanea Schuchert & Collins, 2021
- Aequorea papillata Huang & Xu, 1994
- Aequorea paratetranema Huang, Xu & Guao, 2021
- Aequorea parva Browne, 1905
- Aequorea pensilis (Haeckel, 1879)
- Aequorea phillipensis Watson, 1998
- Aequorea taiwanensis Zheng, Lin, Li, Cao, Xu & Huang, 2009
- Aequorea tenuis (Agassiz, 1862)
- Aequorea tetranema Xu, Huang & Du, 2009
- Aequorea victoria (Murbach & Shearer, 1902)
- Aequorea vitrina Gosse, 1853

- Aequorea ciliata Eschscholtz, 1829 (taxon inquirendum)
- Aequorea eurhodina Péron & Lesueur, 1809 (taxon inquirendum)

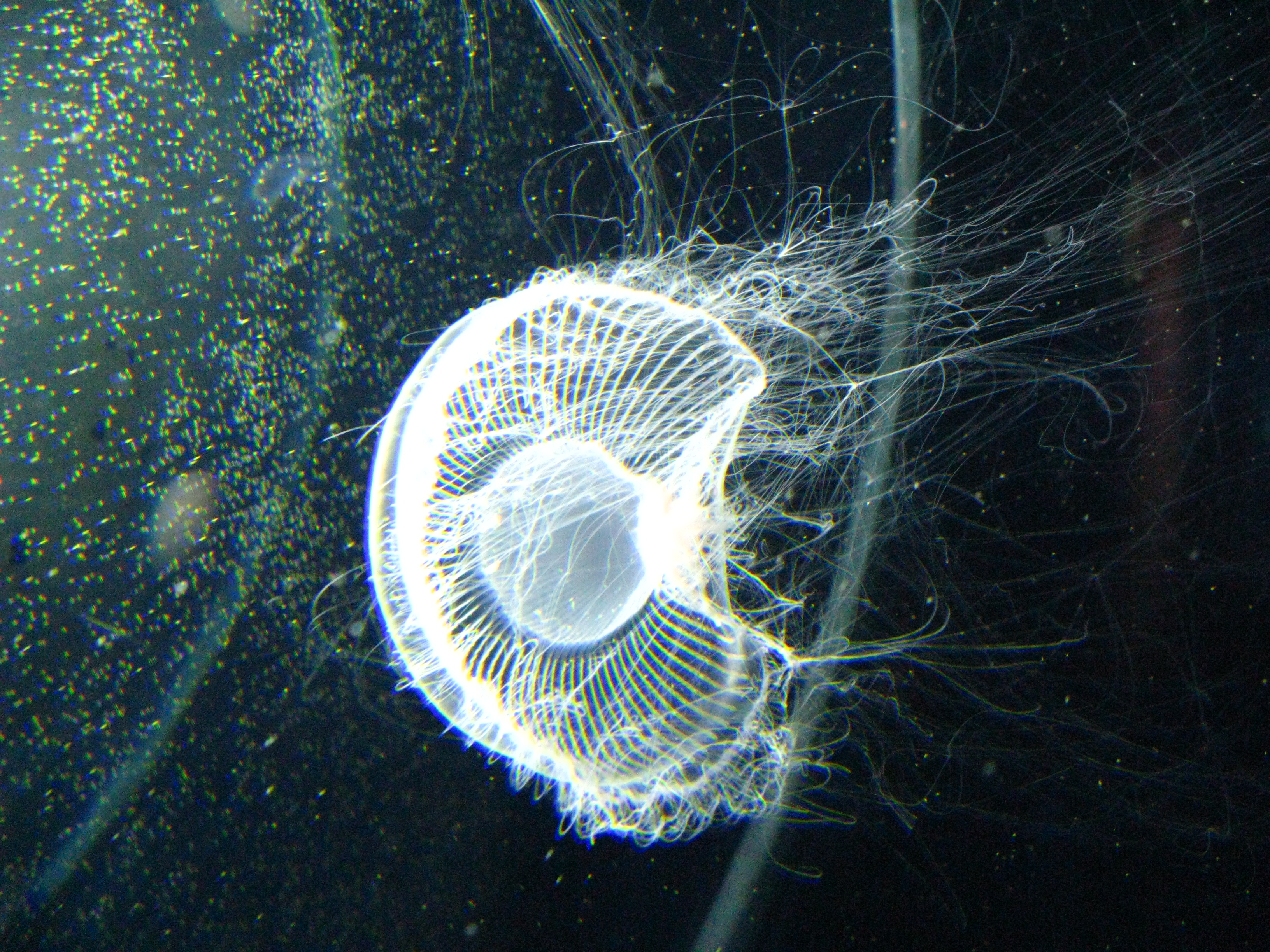
Aequorea coerulescens
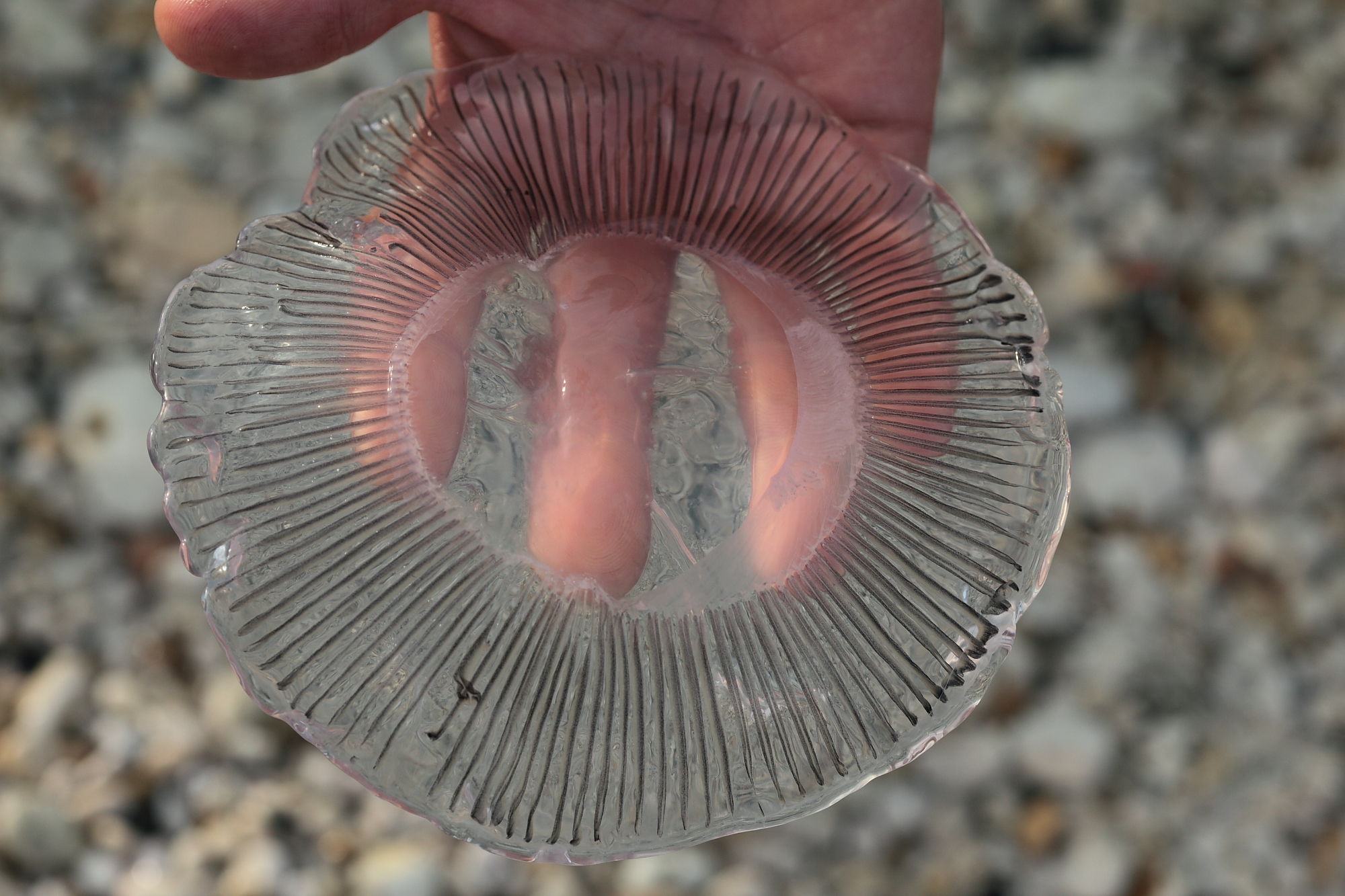
Aequorea forskalea échouée
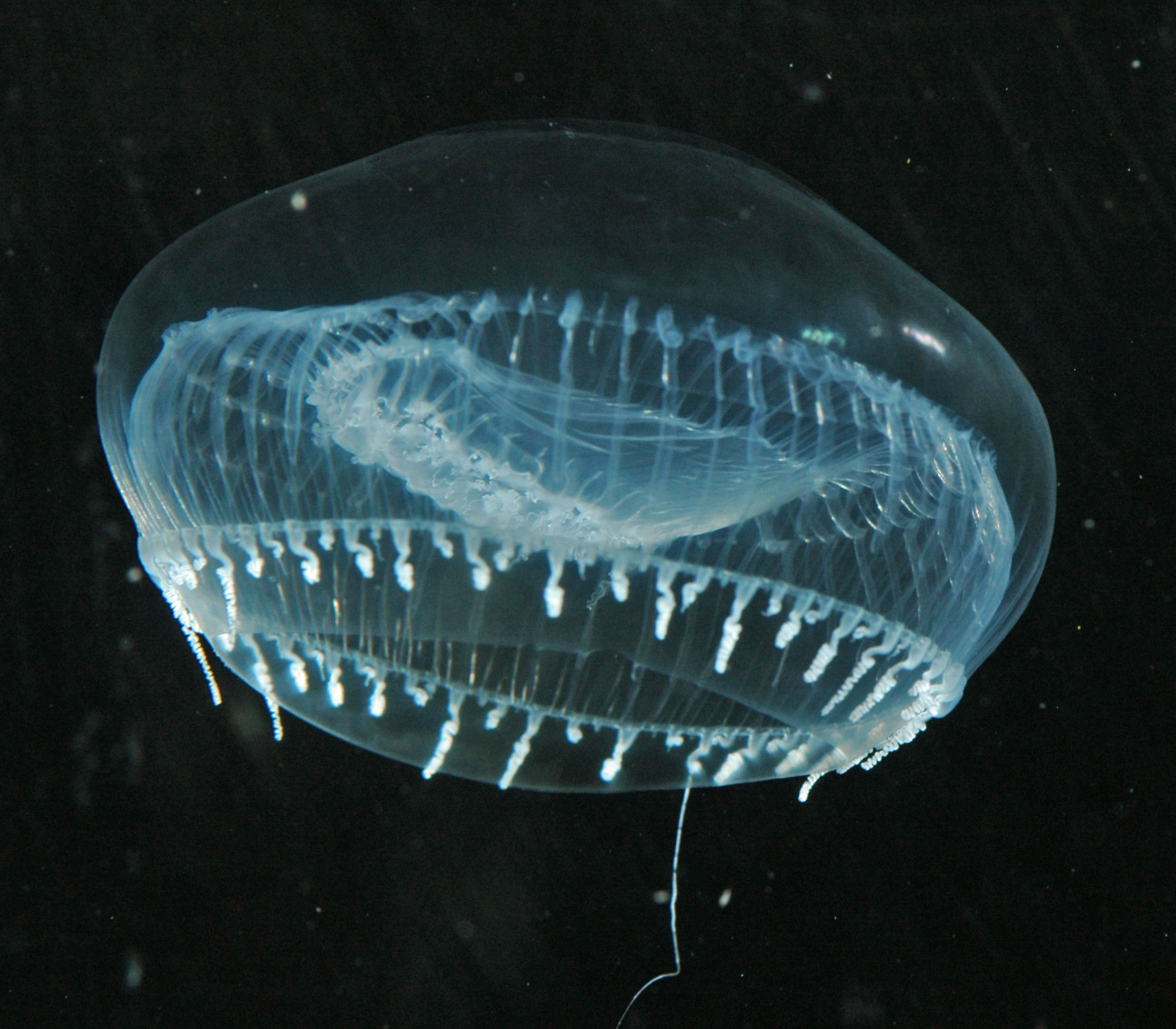
Aequorea victoria